# メイン☆ストリート
『メイン☆ストリート』は、May'nの1枚目のミニアルバム。2009年1月21日にflying DOGから発売された。

## 解説
May'nの初のオリジナルアルバムであり、ミニアルバム。
作曲家に 菅野よう子、シライシ紗トリを迎え、さらにMay'n自身が作詞・作曲をした楽曲も収録されている。
『メイン☆ストリート』というアルバムタイトルは「ここからMay'nの道が始まっていく」という想いでつけられた
。
リード曲に当たる『May'n☆Space』はPVが存在し、初回限定の抽選で入手出来るという特典である。
「ライオン」と同じ菅野よう子による作曲である。
「嫌、嫌」は「恋愛による異性間の理解出来ない気持ちを書いた。男性にも女性にも共感しやすいように敢えて一人称を僕にした」と述べている
。

## 収録曲
1. May'n☆Space [5:25]
作詞：真名杏樹、作曲：菅野よう子、編曲：鈴木雅也
  - 『超!アニメロ』CMソング
2. キスを頂戴 [3:47]
作詞・作曲・編曲：シライシ紗トリ
3. BLUE [5:04]
作詞・作曲：May'n、編曲：シライシ紗トリ
4. Glorious Heart [4:47]
作詞：シライシ紗トリ・Candy、作曲・編曲：シライシ紗トリ
  - フジテレビ系「グータンヌーボ」エンディングテーマ
5. WHY? [4:44]
作詞：真名杏樹、作曲・編曲：シライシ紗トリ
6. 嫌、嫌 [4:52]
作詞・作曲：May'n、編曲：シライシ紗トリ
7. ライオン -May'n Ver.- [5:04]
作詞：Gabriela Robin、作曲・編曲：菅野よう子
  - テレビアニメ『マクロスF』オープニングテーマ